# Ace of Spades
Ace Of Spades je čtvrté album britské heavymetalové skupiny Motörhead. Bylo vydáno 8. listopadu 1980. Dosáhlo čtvrtého místa v hitparádě ve Spojeném království.

## Seznam skladeb

### Původní seznam
1. "Ace of Spades" – 2:49
2. "Love Me Like A Reptile" – 3:23
3. "Shoot You In The Back" – 2:39
4. "Live To Win" – 3:37
5. "Fast And Loose" – 3:23
6. "(We Are) The Road Crew" – 3:12
7. "Fire Fire" – 2:44
8. "Jailbait" – 3:33
9. "Dance" – 2:38
10. "Bite The Bullet" – 1:38
11. "The Chase Is Better Than The Catch" – 4:18
12. "The Hammer" – 2:48

### Bonusy
1. "Ace of Spades" – 2:49
2. "Love Me Like A Reptile" – 3:23
3. "Shoot You In The Back" – 2:39
4. "Live To Win" – 3:37
5. "Fast And Loose" – 3:23
6. "(We Are) The Road Crew" – 3:12
7. "Fire Fire" – 2:44
8. "Jailbait" – 3:33
9. "Dance" – 2:38
10. "Bite The Bullet" – 1:38
11. "The Chase Is Better Than The Catch" – 4:18
12. "The Hammer" – 2:48
13. "Dirty Love" (B-side Ace Of Spades)
14. "Please Don't Touch" (Heath Robinson)
15. "Emergency" (Kim McAuliffe, Kelly Johnson, Enid Williams, Denise Dufort)

- Stopy 14 a 15 pochází z alba St. Valentine's Day Massacre EP.

### Deluxe edice

#### CD - 1
1. "Ace of Spades" – 2:49
2. "Love Me Like A Reptile" – 3:23
3. "Shoot You In The Back" – 2:39
4. "Live To Win" – 3:37
5. "Fast And Loose" – 3:23
6. "(We Are) The Road Crew" – 3:12
7. "Fire Fire" – 2:44
8. "Jailbait" – 3:33
9. "Dance" – 2:38
10. "Bite The Bullet" – 1:38
11. "The Chase Is Better Than The Catch" – 4:18
12. "The Hammer" – 2:48

#### CD - 2
1. "Dirty Love"
2. "Ace Of Spades" (alternate version)
3. "Love Me Like A Reptile" (alternate version)
4. "Love Me Like A Reptile" (alternate version)
5. "Shoot You In The Back" (alternate version)
6. "Fast And Loose" (alternate version)
7. "(We Are) The Roadcrew" (alternate version)
8. "Fire Fire" (alternate version)
9. "Jailbait" (alternate version)
10. "The Hammer" (alternate version)
11. "Dirty Love" (alternate version)
12. "Dirty Love" (alternate version)
13. Fast And Loose (BBC Session)
14. Live To Win (BBC Session)
15. Bite The Bullet (BBC Session)
16. The Chase Is Better Than The Catch (BBC Session)

## Sestava
- Lemmy Kilmister - baskytara, zpěv
- "Fast" Eddie Clarke - kytara, zpěv ve skladbě „Emergency“
- Phil "Philthy Animal" Taylor - bicí